# Stepnica
Stepnica (Groß Stepenitz fino al 1945, era anche chiamata Bad Stepenitz) è un comune urbano-rurale polacco del distretto di Goleniów, nel voivodato della Pomerania Occidentale.
Ricopre una superficie di 294,16 km² e nel 2005 contava 4 684 abitanti.